# پنتریج
پنتریج (به انگلیسی: Pentridge) یک روستا در بریتانیا است که در Sixpenny Handley and Pentridge واقع شده‌است. پنتریج ۲۱۵ نفر جمعیت دارد.